# Celui qui doit mourir
Celui qui doit mourir is een Frans-Italiaanse film van Jules Dassin die werd uitgebracht in 1957.
Het scenario is gebaseerd op de roman Ο Χριστός Ξανασταυρώνεται (Christus wordt weer gekruisigd) (1954) van Nikos Kazantzakis.

## Samenvatting
Anatolië, kort na de Eerste Wereldoorlog, omstreeks 1921. De Grieken worden door de Turken vervolgd. Lykovrissi is een klein Grieks dorp dat is bezet door de Turken maar de bevolking slaagt erin vreedzaam samen te leven met de bezetter. Traditiegetrouw bereiden de dorpelingen de jaarlijkse opvoering van het Passiespel voor onder de leiding van pope Grigoris. Herder Manolios wordt door Grigoris aangewezen om Christus gestalte te geven, en de jonge mooie weduwe Katerina zal de rol van Maria Magdalena op zich nemen.
Terwijl men alles in gereedheid brengt voor de voorstelling komen Grieken opdoemen die de plundering van hun dorp door de Turken zijn ontvlucht. Zij zoeken een veilig onderkomen in het dorp. Grigoris weigert hen te helpen omdat hij bang is voor eventuele Turkse represailles. Manolios en zijn 'apostelen', gesteund door Katerina, kunnen dit niet aanzien en willen de ongelukkigen wel hulp aanbieden. Wanneer Grigoris het hoofd van de initiatiefnemer opeist, steekt Panayotaros, die in het Passiespel de rol van Judas Iskariot speelt, Manolios neer.

## Rolverdeling
| Acteur          | Personage                  |
| --------------- | -------------------------- |
| Jean Servais    | pope Fotis                 |
| Carl Möhner     | Lukas (gezel van Fotis)    |
| Pierre Vaneck   | Manolios (herder)          |
| Maurice Ronet   | Michelis                   |
| Gert Froebe     | Patriarcheas (dorpoverste) |
| Roger Hanin     | Pannayotaros (zadelmaker)  |
| René Lefèvre    | Yannakos (handelaar)       |
| Melina Mercouri | Katerina (weduwe)          |
| Fernand Ledoux  | pope Grigoris              |
| Nicole Berger   | Mariori                    |
| Teddy Bilis     | Nikolis (onderwijzer)      |
| Grégoire Aslan  | agha, Turks officier       |